# Tillières-sur-Avre
Tillières-sur-Avre – miejscowość i gmina we Francji, w regionie Normandia, w departamencie Eure.
Według danych na rok 1990 gminę zamieszkiwało 1185 osób, a gęstość zaludnienia wynosiła 71 osób/km² (wśród 1421 gmin Górnej Normandii Tillières-sur-Avre plasuje się na 180. miejscu pod względem liczby ludności, natomiast pod względem powierzchni na miejscu 103.).